# August Vollmar
August Vollmar (* 1. Februar 1893 in Essen; † 21. April 1970) war ein deutscher Politiker und Landtagsabgeordneter (SPD).
1923 trat Vollmar in die SPD ein. Bis 1933 übte er Tätigkeiten in der Freien Gewerkschaft und Arbeitersportbewegung aus. Ab 1933 wurde er mehrfach verhaftet und befand sich von 1937 bis 1941 im Konzentrationslager Buchenwald.
Vom 20. April 1947 bis zum 17. Juni 1950 war Vollmar Mitglied des Landtags des Landes Nordrhein-Westfalen. Er wurde im Wahlkreis 096 Gelsenkirchen-West direkt gewählt.